# Festival de cinéma en plein air de Visan
 (juillet 2014).
Si vous disposez d'ouvrages ou d'articles de référence ou si vous connaissez des sites web de qualité traitant du thème abordé ici, merci de compléter l'article en donnant les références utiles à sa vérifiabilité et en les liant à la section « Notes et références ».
Le festival de cinéma en plein air de Visan est l'un des événements forts de la programmation estivale et culturelle du haut Vaucluse, de la Drôme provençale, et surtout de l'Enclave des papes, soutenu par le Conseil général de Vaucluse
Rendez-vous du tourisme en Vaucluse pour tous les cinéphiles, il propose autour de la première quinzaine d'août des projections en plein air sur grand écran géant, de films appartenant au répertoire classique des origines à la fin des années 1960. Ces films sont présentés et très souvent commentés par des réalisateurs ou des comédiens qui viennent en amis partager leur passion et leurs souvenirs.

## Historique

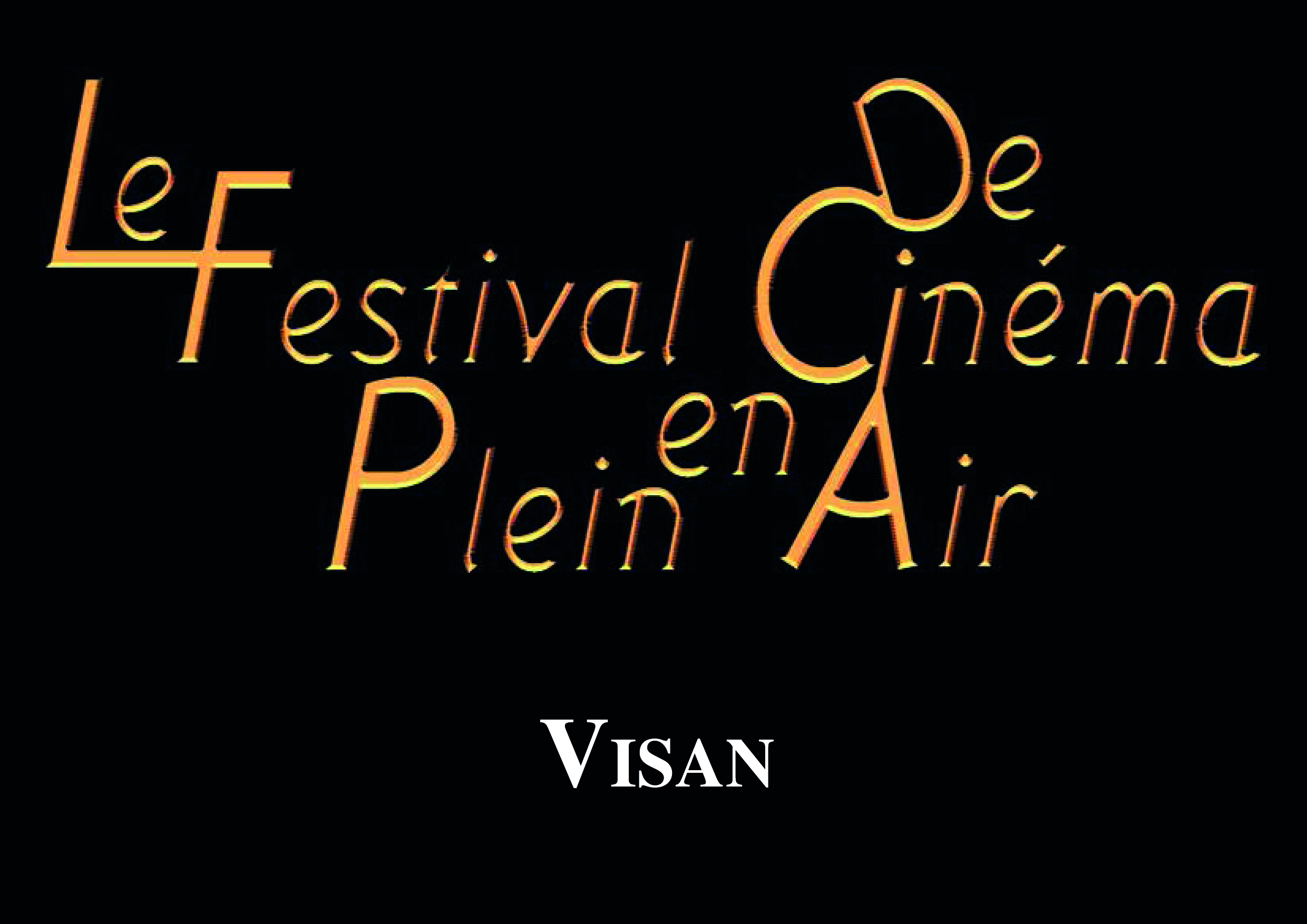
Logo du Festival

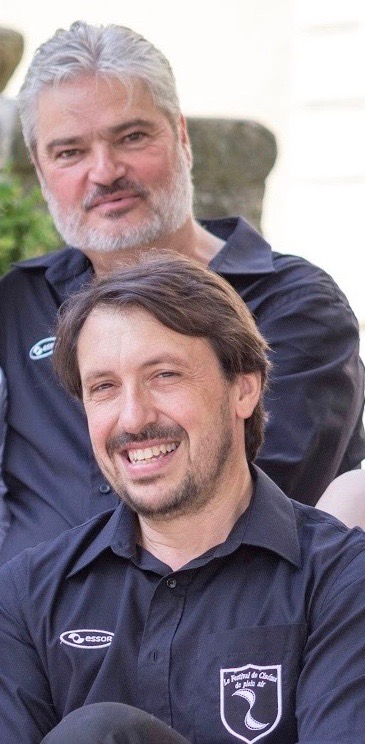
Eric Arnaud et Franck Licari

Le festival de cinéma en plein air de Visan a été créé en 2009 par une petite équipe d'amis et de bénévoles avec pour président Eric Arnaud, et pour secrétaire Franck Licari. Tous désireux d'implanter dans l'enclave des papes, et plus précisément à Visan, lieu d'une émission télévisée française, de télé-réalité diffusée sur TF1 La Ferme Célébrités, un événement pérenne consacré au monde du 7e art sous toutes ces formes.
Ce festival s'articule chaque année, durant cinq jours du mercredi au dimanche, autour du deuxième weekend d'aout. Il propose chaque soir dans le cadre historique du vieux village, une projection en plein air sur écran géant, précédée à chaque fois d'une présentation par des personnalités du monde du cinéma. 
Il se distingue également par la venue ou la participation de nombreuses célébrités du monde du cinéma comme Jean-Louis Trintignant, Patrice Leconte, Pierre Étaix, Brigitte Aubert, Jacques Ciron, Delphine Depardieu, Françoise Arnoul, Alexis Moncorgé, Hervé Vilard, Philippe Mareuil, Macha Méril, Marina Vlady, Mylène Demongeot, mais aussi Hubert de Givenchy, les affichistes Yves Thos, et Léo Kouper, ou encore le célèbre costumier Christian Gasc.

## Organisations et programmations
Ce festival de cinéma est organisé depuis 2009 par l'association « Ciné des nuits d'été ». Il est l'une des manifestations majeure du haut-Vaucluse. La programmation propose de faire découvrir les richesses insoupçonnables du 7e art... et cela en mettant en avant les œuvres cinématographiques du répertoire classique des origines (Films muets et ciné concert) à la fin des années soixante... Pour cela les membres de l'association font appel à leurs ami-es, connaissances et viennent partager leur passion, leurs souvenirs, leur travail, et leur amour de la profession directement avec le public.

### 1reédition:Les couples de légende

#### Projection en plein air
- Et dieu... créa la femme (1956), discours d'ouverture et en présence de l'acteur Jean-Louis Trintignant.
- La Belle et la Bête (1946)
- Boulevard du crépuscule (1950)
- Gas-oil (1955)
- Mariage à l'italienne (1964)
- Le Guépard (1963)

#### Exposition
- Exposition Yves Thos.

### 2deédition (2010):Enfance et Jeunesse

#### Projection en plein air
- Logorama en exclusivité (2010)
- Le Vieil Homme et l'Enfant (1966)
- Rendez-vous de juillet (1949) en présence de l'acteur Philippe Mareuil et de l'épouse de l'acteur Pierre Trabaud, Nicole Trabaud.
- La guerre des boutons (1962) en présence de l'épouse de l'acteur Pierre Trabaud, Nicole Trabaud.
- Le fanfaron (1962)
- La Fureur de vivre (1955)

#### Exposition
- Exposition consacrée à Louis Pergaud
- Participation des archives de la maison de la pub en présence de Bruno Zincone, son cofondateur.

### 3eédition (2011):Le monde du spectacle

#### Projection en plein air
- Yoyo (1965), discours d'ouverture par le réalisateur et acteur Pierre Étaix.
- Ève (1950), en présence du réalisateur Patrice Leconte. Présentation et projection du court métrage Le Voyage dans la Lune de Georges Méliès (1902).
- Laurel et Hardy, projection de quatre courts métrages de réalisés par Leo McCarey en (1928/1929) en ciné-concert, accompagnement musical par le Philharmonique de la Roquette.
- La strada (1954)
- French Cancan (1955), discours de Clôture de l'actrice Françoise Arnoul.

#### Spectacle
- Mime Malou

### 4eédition (2012):Le Policier

#### Projection en plein air
- La Main au collet (1955), discours d'ouverture par l'actrice Brigitte Aubert.
- Quai des Orfèvres (1947)
- Les Tontons flingueurs
- Le Faucon maltais (1941)
- Maigret tend un piège (1958), discours de clôture par l'acteur Jacques Ciron

#### Conférence
- Conférence sur le roman noir et ses adaptations cinématographiques, par l'auteur de roman policier Roger Martin.

### 5eédition (2013)
Cinq ans du Festival, chaque soirée est dédiée à l'un des thèmes des années précédentes.

#### Projection en plein air
- Madame porte la culotte (1950), présentation par l'actrice et comédienne Delphine Depardieu.
- Les Quatre Cents Coups (1959), présentation par François Constantin, musicien et chanteur, fils du compositeur de la musique du film, Jean Constantin.
- Les Ensorcelés (1953), présentation par Nicole Trabaud, épouse de l'acteur Pierre Trabaud.
- Maigret et l'Affaire Saint-Fiacre (1959), présentation par Alexis Moncorgé, comédien, petit-fils de Jean Gabin
- Tango (1993), film choisi et présenté par l'invité d'honneur : Patrice Leconte

#### Exposition
- Exposition de cinquante portraits originaux de stars du cinéma par les Studio Harcourt.
- Exposition de photographies Max Gilbérian.
- Exposition de l'artiste plasticienne Betsy Eeckhout

### 6eédition (2014):Couturiers et costumiers

#### Projection en plein air
- Diamants sur canapé (1962), présentation et discours d'ouverture, par le couturier Monsieur Hubert de Givenchy
- Peau d’Âne (1970),  présentation par la costumière Rosalie Varda
- Le Couturier de ces dames (1956), présentation par l'actrice Françoise Arnoul
- l’Assassin habite au 21 (1942), présentation par le chanteur Hervé Vilard
- Ridicule (1996), discours de clôture, et présentation du costumier Christian Gasc

#### Exposition
- Exposition de costumes d'opéra du costumiers Gerard Audier réalisés par les ateliers de l’Opéra d'Avignon.
- Exposition de costumes d'Hollywood Bruno Gobin
- Exposition de costumes d'opéra des costumiers Frederic Olivier, Katia Duflot, Danièle Barraudet et Rosalie Varda.

### 7eédition (2015):Icônes de la séduction

#### Projection en plein air
- La ragazza (1963), présentation et discours d'ouverture, par l'actrice Claudia Cardinale.
- Plein Soleil (1960), présentation par l’acteur et ami de Alain Delon, Jacques Collard.
- Dédicace de l'ouvrage Mon frère aux Éditions de l'Archipel 2015 par Alain Depardieu.
- Un Tramway nommé désir (1952), présentation par le journaliste, François Forestier, auteur d’une biographie de Marlon Brando.
- Le Mépris (1963), présentation par Henry-Jean Servat, écrivain et journaliste français ami et auteur d’une biographie de Brigitte bardot.
- Dédicaces des photos de ses personnages, Grandes voix du doublage de Philippe Ariotti.
- Certains l'aiment chaud (1959), présentation par Henry-Jean Servat, auteur d’une biographie de Marilyn Monroe.

#### Exposition
- Exposition Quand le Cinéma s’affiche !, Yves Thos à l'hôtel Pellissier de Visan et Leo Kouper à la commanderie de Richerenches

### 8eédition (2016):Et la littérature inspira le cinéma

#### Projection en plein air
- La princesse de Clèves (1961), présentation et discours d'ouverture, en présence de l'actrice Marina Vlady
- Toi, le venin (1959), présentation en présence de l'actrice Marina Vlady et Henry-Jean Servat
- Les Aristocrates (1955), présentation en présence de l'actrice Brigitte Auber
- Bonjour tristesse (1958), présentation en présence de l'actrice Mylène Demongeot et Henry-Jean Servat
- Les sorcières de Salem (1957), présentation en présence de l'actrice Mylène Demongeot et Henry-Jean Servat

#### Exposition
- Exposition « Les 3 Jean » Jean Gabin, Jean Delannoy et Jean Marais à l'hôtel Pellissier de Visan. Collections personnelles de la famille Delannoy et Musée du cinéma Jean Delannoy[6] à Bueil
- Expositions Mylène Demongeot à la commanderie de Richerenches[7] Collections personnelles de Philippe Mouren[8],[9]

### 9eédition (2017): Choix des films par les actrices présentes au festival

#### Projection en plein air
- Adorable Menteuse (1962), présentation et discours d'ouverture, en présence de l'actrice Marina Vlady
- Un amour de Tchekhov (1969), présentation en présence de l'actrice Marina Vlady
- Les Tricheurs (1958), présentation en présence de  l'actrice Pascale Petit et sa fille Douchka
- La Novice (1960), présentation en présence de  l'actrice Pascale Petit et Henry-Jean Servat
- Une fille pour l'été, (1960) présentation en présence de l'actrice Pascale Petit et Henry-Jean Servat

#### Exposition
- Exposition Jérôme Alquié Les Manga

### 10eédition (2018):Hommage à Patrice Leconte
Projection en plein air

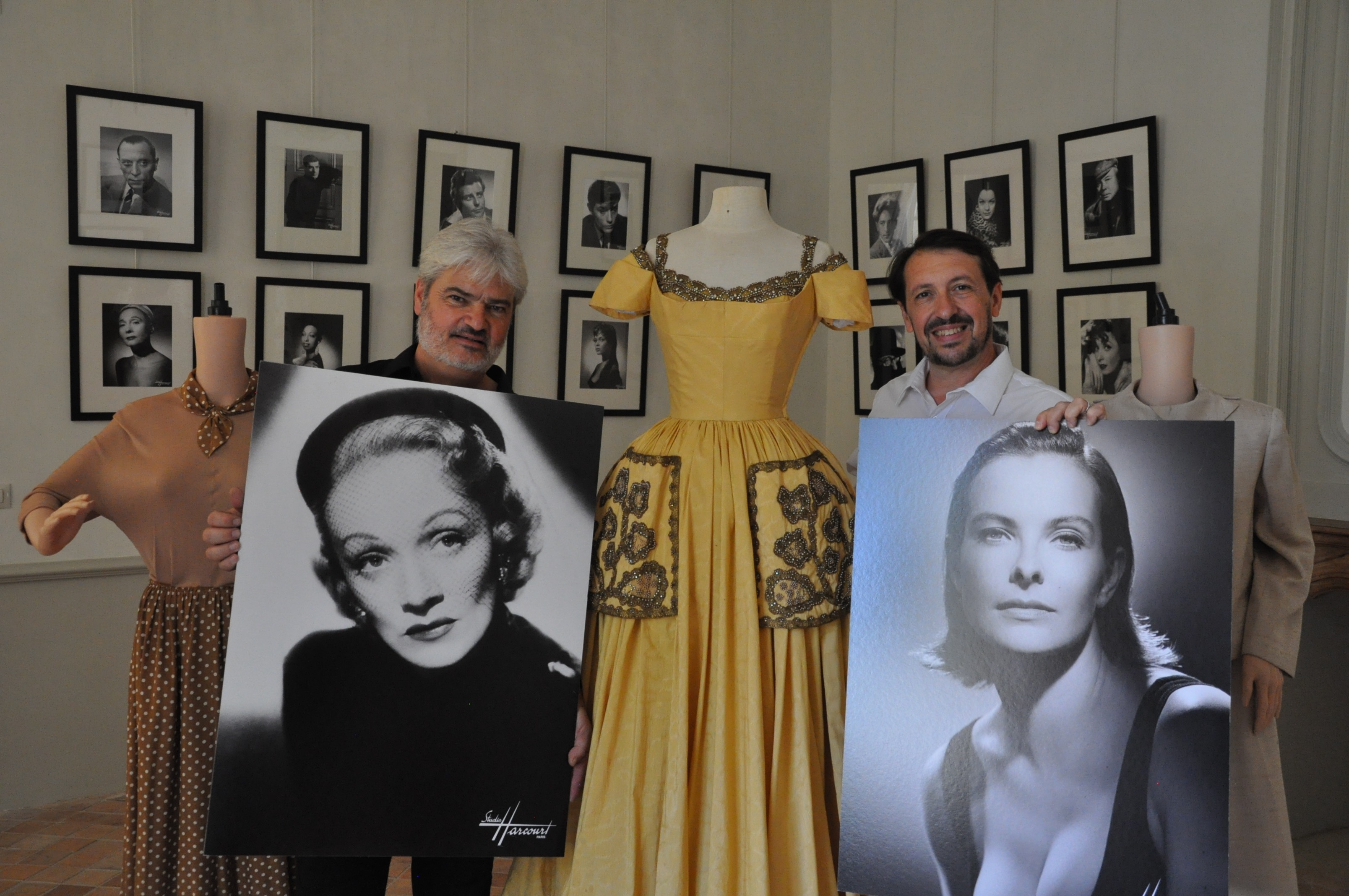
Eric Arnaud et Franck Licari lors de la 10e édition

- Le magasin des suicides (2012), présentation et discours d'ouverture en présence de Bernard Alane
- La Veuve de Saint-Pierre (2000), présentation en présence de Patrice Leconte et de Christian Gasc
- Rue des plaisirs (2002), présentation en présence de Patrice Leconte et de Christian Gasc
- Confidences trop intimes (2004), présentation en présence de Patrice Leconte
- Mon meilleur ami (2006), présentation en présence de Patrice Leconte

### 11e  édition (2019):Hommage à Macha Méril et Raimu
Projection en plein air
- Sans toi ni loi (1985), présentation en présence de  l'actrice Macha Meril
- Une femme mariée (1964), présentation en présence de  l'actrice Macha Meril
- Les inconnus dans la maison, (1941), présentation en présence de la petite fille de l'acteur Railmu, Isabelle Nohain-Raimu

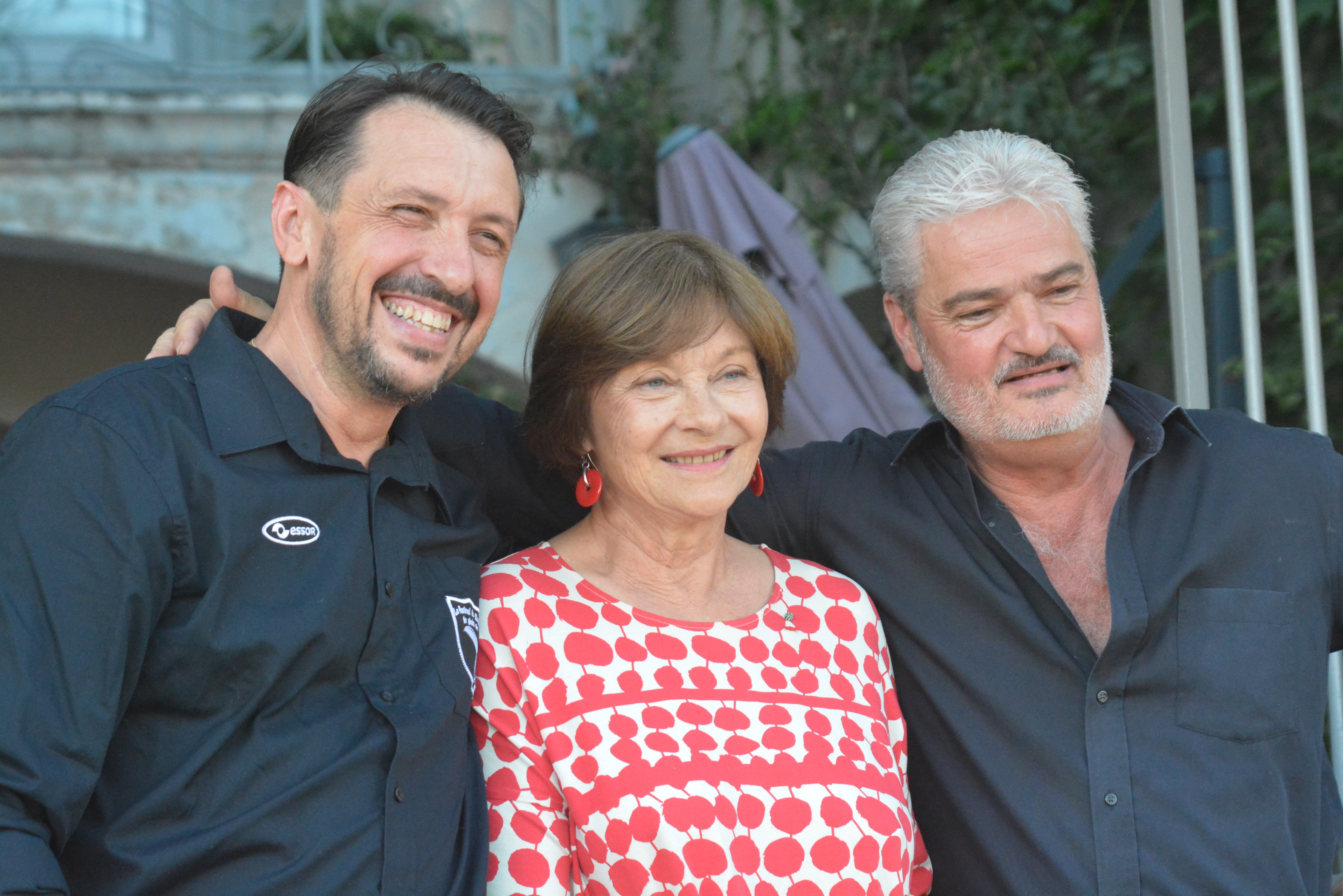
Franck Licari, Macha Méril, Eric Arnaud.

- Monsieur La souris (1941),  présentation en présence de la petite fille de l'acteur Railmu, Isabelle Nohain-Raimu
- La femme du boulanger (1938) présentation en présence de la petite fille de l'acteur Railmu, Isabelle Nohain-Raimu

#### Exposition
- Exposition "Le musée Raimu s'expose à Visan"

## Invités d'honneur
- 2009 : Jean-Louis Trintignant et Yves Thos
- 2010 : Philippe Mareuil et Nicole trabaud représentant son mari Pierre Trabaud
- 2011 : Pierre Étaix et Françoise Arnoul
- 2012 : Brigitte Aubert, et Jacques Ciron
- 2013 : Patrice Leconte
- 2014 : Hubert de Givenchy, Christian Gasc, Rosalie Varda, Hervé Vilard  et Opéra d'Avignon
- 2015 : Claudia Cardinale, Alain Depardieu[10], Henry-Jean Servat, François Forestier, Jacques Collard
- 2016 : Marina Vlady, Brigitte Auber, Mylène Demongeot et Henry-Jean Servat
- 2017 : Marina Vlady, Pascale Petit, Doucha et Henry-Jean Servat
- 2018 : Bernard Alane, Christian Gasc, Patrice Leconte
- 2019 : Macha Meril et Isabelle Nohaim-Raimu petite fille de l'acteur Raimu